# 富田里奈
富田 里奈（とみた りな、1984年7月13日 - ）本名：竹下 里奈（旧姓・富田）は、日本の女性元総合格闘家。北海道出身。

## 来歴
ファンだったMIKUと試合会場で話したことがきっかけで藤井惠を紹介され、AACCに入会した。
のちに浜崎朱加をAACCへ誘う。
2008年11月16日、JEWELS 旗揚げ戦のオープニングファイトで行われたアマチュアマッチでMIKIと対戦し、腕ひしぎ十字固めで一本勝ちを収めた。
2009年2月4日、プロデビュー戦となったJEWELS 2nd RINGでHARUMIと対戦し、腕ひしぎ十字固めで一本勝ちを収めた。
2009年7月11日、JEWELS 4th RINGで長野美香と対戦し、腕ひしぎ十字固めで一本負けを喫した。
2009年9月13日、JEWELS 5th RINGのROUGH STONE GP 2009 -54kg級 1回戦で長野美香と再戦し、腕ひしぎ十字固めによる見込み一本負けでリベンジならず。
2009年12月11日、JEWELS 6th RINGで4年5か月ぶりのプロ復帰戦となった金子真理と対戦し、0-3の判定負けを喫した。
2010年5月16日、CLUB DEEP 富山 〜野蛮人祭り8〜で能村さくらと対戦し、0-3の判定負けを喫した。
2010年10月10日、JEWELS 10th RINGのROUGH STONE GP 2010 -52kg級 準決勝で北村ヒロコと対戦し、0-3の判定負けを喫した。
2010年12月11日、ドイツ・ベルリンのジム「MMA Berlin」で行なわれた試合でジャネット・ヒンツと対戦し、三角絞めで一本勝ちを収めた。
2011年2月に子宮頸癌にかかったことを告白、3月24日に手術を行った。
その1年前には悪性メラノーマで足の裏も手術している。
5月に練習を再開後、9月11日のJEWELS 16th RINGで復帰、annaを腕ひしぎ十字固めで見込み一本勝利し、試合後のマイクで両親に感謝の気持ちを伝えた。
2012年7月7日、入籍したことを自身のブログで報告した。

### 引退
2012年12月15日、JEWELS 22nd RINGで長野美香と対戦、腕ひしぎ十字固めで敗戦。この試合を最後に現役を引退した。。

## 戦績

### プロ総合格闘技
| 総合格闘技 戦績 | 総合格闘技 戦績 | 総合格闘技 戦績 | 総合格闘技 戦績 | 総合格闘技 戦績 | 総合格闘技 戦績 | 総合格闘技 戦績 |
| --------------- | --------------- | --------------- | --------------- | --------------- | --------------- | --------------- |
| 9 試合          | (T)KO           | 一本            | 判定            | その他          | 引き分け        | 無効試合        |
| 3 勝            | 0               | 3               | 0               | 0               | 0               | 0               |
| 8 敗            | 1               | 3               | 4               | 0               | 0               | 0               |

| 勝敗 | 対戦相手           | 試合結果                 | 大会名                                                  | 開催年月日     |
| ×    | 長野美香           | 1R 2:12 腕ひしぎ十字固め | JEWELS 22nd RING                                        | 2012年12月15日 |
| ×    | クレア・フライヤー | 1R 2:37 TKO              | BFW 17: Brace Girls                                     | 2012年10月27日 |
| ×    | 富松恵美           | 5分2R終了 判定1-2        | JEWELS 17th RING                                        | 2011年12月17日 |
| ○    | anna               | 1R 4:24 腕ひしぎ十字固め | JEWELS 16th RING                                        | 2011年9月11日  |
| ○    | ジャネット・ヒンツ | 2R 4:21 三角絞め         | MMA Berlin: Tournament 23                               | 2010年12月11日 |
| ×    | 北村ヒロコ         | 5分2R終了 判定0-3        | JEWELS 10th RING 【ROUGH STONE GP 2010 -52kg級 準決勝】 | 2010年10月10日 |
| ×    | 能村さくら         | 5分2R終了 判定0-3        | CLUB DEEP 富山 〜野蛮人祭り8〜                          | 2010年5月16日  |
| ×    | 金子真理           | 5分2R終了 判定0-3        | JEWELS 6th RING                                         | 2009年12月11日 |
| ×    | 長野美香           | 1R 2:25 腕ひしぎ十字固め | JEWELS 5th RING 【ROUGH STONE GP 2009 -54kg級 1回戦】   | 2009年9月13日  |
| ×    | 長野美香           | 2R 0:35 腕ひしぎ十字固め | JEWELS 4th RING                                         | 2009年7月11日  |
| ○    | HARUMI             | 2R 0:22 腕ひしぎ十字固め | JEWELS 2nd RING                                         | 2009年2月4日   |

### アマチュア総合格闘技
| 勝敗 | 対戦相手 | 試合結果                 | 大会名                                                              | 開催年月日     |
| ○    | MIKI     | 1R 1:25 腕ひしぎ十字固め | JEWELS 旗揚げ戦 【JEWELSアマチュアルール】                          | 2008年11月16日 |
| △    | 岡田君恵 | 4分終了 判定1-1          | NO-GI撫子06 ADCC JAPAN 女子新人戦 / GFC-09 / SG-F20 【SGS-Fルール】 | 2007年11月4日  |

### グラップリング
| 勝敗 | 対戦相手 | 試合結果                 | 大会名                                                                                                 | 開催年月日     |
| △    | 亀田聡子 | 5分2R終了 時間切れ       | ZST SWAT! 17                                                                                           | 2008年5月4日   |
| ○    | 荻山美和 | 1R 4:11 腕ひしぎ十字固め | ZST.15 〜旗揚げ5周年記念大会〜                                                                         | 2007年11月23日 |
| ×    | 高橋美季 | 4:04 V1アームロック      | NO-GI撫子06 ADCC JAPAN 女子新人戦 / GFC-09 / SG-F20 【NO-GI撫子06 ADCC JAPAN女子新人戦 -55kg級 1回戦】 | 2007年11月4日  |